# ロレンツォ・デ・シルヴェストリ
ロレンツォ・デ・シルヴェストリ（Lorenzo De Silvestri、1988年5月23日 - ）は、イタリア・ローマ出身のサッカー選手。ボローニャFC所属。ポジションはDF（RSB）。

## 経歴

### ラツィオ

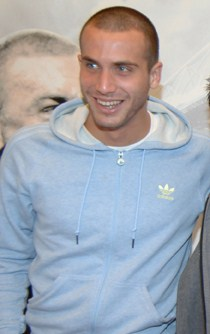
ラツィオ在籍時

2005年7月23日に行われたUEFAインタートトカップの対タンペレ・ユナイテッド戦において、試合時間87分にクリスティアン・マンフレディーニと交代で出場、わずか3分間であったが17歳にしてトップチームでの公式戦デビューを果たす。同大会にはオリンピック・マルセイユ戦にも出場、国内大会へは2006年1月23日に行われたコッパ・イタリアでのASチッタデッラ戦へ出場し、国内リーグ戦には出場はなかったものの、デビューシーズンとなった2005-06シーズンは計3試合に出場した。2006-07シーズン、トップチームに引き上げられクラブとプロ契約する。2006年8月20日にコッパイタリアでの対SSレンデ戦において、プロ契約後の初得点を記録し、2007年4月22日のACFフィオレンティーナ戦でセリエAデビューを果たす。2007-08シーズンにはリーグ戦で24試合の出場を果たすとともに、UEFAチャンピオンズリーグにも6試合に出場。2007年11月19日にはイギリスのサッカー専門誌であるワールドサッカー誌が選ぶ、世界で最も有望な若手選手トップ50にも選出される。2007年12月28日にはイギリスの大衆紙であるザ・サンに、「ヨーロッパにおける20歳以下選手のトップ20」に後のチームメイトとなるステヴァン・ヨヴェティッチらと共に選ばれている。順風満帆なキャリアだと思われていたが、2008-09シーズンはリールOSCから移籍してきたステファン・リヒトシュタイナーにレギュラーを奪われて出場機会が減少、一転し出場機会を求め移籍を志願した。

### フィオレンティーナ

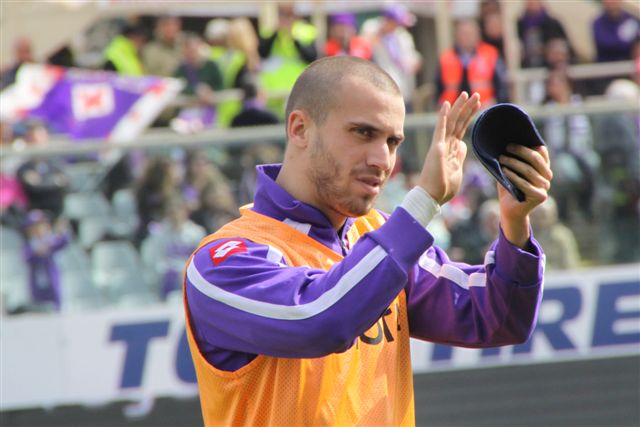
ACFフィオレンティーナ時代

2009年8月26日に550万ユーロ(約7億円)の移籍金でフィオレンティーナへ移籍。同年9月28日に行われたリヴォルノ戦でフィオレンティーナでの公式戦にデビューする。同シーズンの2010年4月3日にはパルマFC戦においてフィオレンティーナ移籍後、及びセリエAにおいてもキャリア初となる得点を記録した。

### サンプドリア
2012年6月16日、UCサンプドリアへレンタル移籍した。

## 代表
各年代の代表を経験し、2007年9月11日に19歳ながら飛び級で招集され、対アルバニア戦でU-21イタリア代表デビューを果たした。ピエルルイジ・カジラギ監督の元、2008年8月の北京オリンピックに2試合出場（イタリアは準々決勝で敗退）した。2009年以降はU-21イタリア代表でキャプテンを務めた。
2010年9月7日、フェロー諸島代表戦でA代表デビューを果たした。

## 人物・特徴
SSラツィオの下部組織出身で、サイドバックやセンターバックのポジションでプレーできるというプレースタイルからも、かつてのキャプテンであるアレッサンドロ・ネスタの後継者であると考えられていた。ラツィオでは将来のバンディエラとして期待されていたが、2009年に同クラブの会長であるクラウディオ・ロティートとの確執から移籍を志願し、ネスタと同じくクラブを去ることになる。各年代でイタリア代表に招集されており、2008年8月の北京オリンピックに2試合出場した。

## エピソード
- フィオレンティーナ移籍の際にネスタが在籍するACミランからも興味を持たれていたことを明かした[5]。

## 所属クラブ
- SSラツィオ 2006-2009
- ACFフィオレンティーナ 2009-2014

→ UCサンプドリア 2012-2014 (loan)
- UCサンプドリア 2014-2016
- トリノFC 2016-2020
- ボローニャFC 2020-

## 個人成績
| 国内大会個人成績 | 国内大会個人成績      | 国内大会個人成績 | 国内大会個人成績   | 国内大会個人成績 | 国内大会個人成績 | 国内大会個人成績 | 国内大会個人成績 | 国内大会個人成績 | 国内大会個人成績 | 国内大会個人成績 | 国内大会個人成績 |
| 年度             | クラブ                | 背番号           | リーグ             | リーグ戦         | リーグ戦         | リーグ杯         | リーグ杯         | オープン杯       | オープン杯       | 期間通算         | 期間通算         |
| 年度             | クラブ                | 背番号           | リーグ             | 出場             | 得点             | 出場             | 得点             | 出場             | 得点             | 出場             | 得点             |
| イタリア         | イタリア              | イタリア         | イタリア           | リーグ戦         | リーグ戦         | イタリア杯       | イタリア杯       | オープン杯       | オープン杯       | 期間通算         | 期間通算         |
| ---------------- | --------------------- | ---------------- | ------------------ | ---------------- | ---------------- | ---------------- | ---------------- | ---------------- | ---------------- | ---------------- | ---------------- |
| 2005-06          | ラツィオ              | 29               | セリエA            | 0                | 0                | 1                | 0                | UI 2             | 0                | 3                | 0                |
| 2006-07          | ラツィオ              | 29               | セリエA            | 2                | 0                | 2                | 1                | -                | -                | 4                | 1                |
| 2007-08          | ラツィオ              | 29               | セリエA            | 24               | 0                | 4                | 1                | CL 6             | 0                | 34               | 1                |
| 2008-09          | ラツィオ              | 29               | セリエA            | 21               | 0                | 7                | 0                | -                | -                | 28               | 0                |
| 2009-10          | ACFフィオレンティーナ | 29               | セリエA            | 25               | 1                | 3                | 0                | CL 5             | 0                | 33               | 1                |
| 通算             | イタリア              | イタリア         | ラツィオ           | 40               | 4                | -                | -                | -                | -                | 69               | 2                |
| 通算             | イタリア              | イタリア         | フィオレンティーナ | 25               | 1                | 3                | 0                | CL 5             | 0                | 33               | 1                |
| 総通算           | 総通算                | 総通算           | 総通算             | 72               | 1                | 17               | 2                | 13               | 0                | 102              | 3                |

- 2005年7月23日 - プロ初出場 - タンペレ・ユナイテッド戦（スタディオ・オリンピコ・ディ・ローマ）
- 2006年8月20日 - プロ初得点 - SSレンデ戦（スタディオ・オリンピコ・ディ・ローマ）
- 2007年4月22日 - セリエA初出場 - フィオレンティーナ戦（スタディオ・アルテミオ・フランキ）
- 2010年3月20日 - セリエA初得点 - パルマFC戦（スタディオ・エンニオ・タルディーニ）

## 獲得タイトル

### クラブ
- 2009年 コッパ・イタリア 優勝

### 代表
- 2008年 トゥーロン国際大会 優勝